# Александр (Еврипид)
«Александр» (др.-греч. Ἀλέξανδρος) — трагедия древнегреческого драматурга Еврипида, впервые поставленная на сцене в 415 году до н. э. Полный её текст утрачен, но ряд фрагментов сохранился благодаря папирусным находкам и антологии Стобея.

## Сюжет и судьба пьесы
«Александр» был написан как первая часть трилогии, посвящённой Троянской войне и поставленной на сцене в 415 году до н. э. Вторая часть цикла, тоже утраченная, — «Паламед», третья — «Троянки», к этим трагедиям примыкала сатировская драма «Сизиф». Заглавный герой, раб-пастух, выигрывает гимнический агон, организованный в память об умершем троянском царевиче Парисе. Возникает спор о том, может ли раб быть признан победителем; в ходе спора выясняется, что Александр и есть тот самый царевич, брошенный своими родителями из-за полученного ими предсказания и подобранный пастухами. Александр-Парис возвращается в Трою и вступает в свои права. Антиковеды отмечают сюжетную близость «Александра» к трагедии Еврипида «Кресфонт»: в обоих случаях героиня по незнанию хотела убить собственного сына (в «Александре» Гекуба хотела избавиться от пастуха как соперника её сыновей).
Исследователи отмечают, что трилогия, в которую входил «Александр», — редчайший случай, когда Еврипид предложил для театрального состязания цикл пьес, тесно связанных с точки зрения сюжета и идеи. Однако антивоенная направленность трагедий оказалась неактуальной в тот момент, когда афиняне готовили Сицилийскую экспедицию. Из-за этого Еврипид стал всего лишь вторым, уступив победу Ксеноклу. Клавдий Элиан в своих «Пёстрых рассказах» назвал это решение судей смехотворным, позорным и недостойным Афин, заявив: «либо судьи были несведущи в поэзии, ничего не смыслили в ней и были неспособны вынести правильное суждение, либо их подкупили».
Латинскую переработку пьесы создал Квинт Энний. В последующие века «Александр» не вошёл в школьный канон Еврипида, и его текст был утрачен почти целиком. Сохранился набор отрывков, процитированных в «Антологии» Стобея (фрг. 43—59, 62 Наук), а в начале XX века на папирусе I века н. э. были обнаружены ещё три больших, в общей сложности на 150 строк, фрагмента, относящихся к одной сцене (впервые опубликованы в 1922 году). Кроме того, в 1905 году был обнаружен гипотесис (краткий пересказ содержания) «Александра»), составленный во II веке н. э.